# Óscar Husillos
Óscar Husillos (ur. 18 lipca 1993) – hiszpański lekkoatleta, sprinter specjalizujący się w biegach na 200 i 400 metrów.

## Kariera
W 2012  na mistrzostwach świata juniorów w lekkoatletyce uzyskał 22. miejsce w biegu na 200 metrów, w sztafecie 4 × 100 metrów zajął 17 pozycję. Cztery lata później na mistrzostwach Europy zajął 9 miejsce w sztafecie 4 × 100 m uzyskując wynik 39,15 s. Rok później na halowych mistrzostwach Europy w lekkoatletyce 2017 w Belgradzie zajął 9 miejsce w biegu na 400 m. W tym samym roku na mistrzostwach świata w Londynie zajął 14 miejsce indywidualnie na 400 m i 5 miejsce w sztafecie 4 × 400 m.
W 2018 roku na halowych mistrzostwach świata w Birmingham zajął 1 miejsce na 400 m, lecz został zdyskwalifikowany. W tym samym roku na mistrzostwach Europy w Berlinie, zajął 6 miejsce w biegu na 400 metrów oraz zdobył brązowy medal w sztafecie 4 × 400 metrów. Zdobył srebrny medal na halowych mistrzostwach Europy w lekkoatletyce 2019 w Glasgow na 400 m i sztafecie 4 × 400 m. Jest rekordzistą kraju w biegach na 200, 300 i 400 metrów w hali.